# Großdolmen von Menzlin

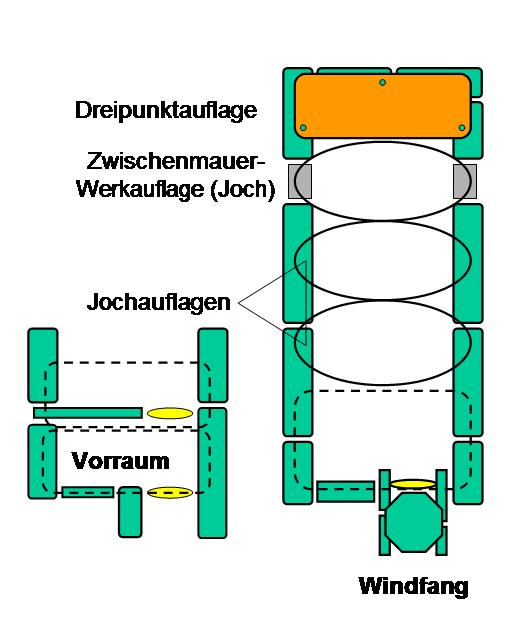
Schema Großdolmen

Der Großdolmen von Menzlin liegt in einer Baumgruppe nahe der Kreuzung der Straße Konsages mit der L263 zwischen Groß Polzin im Westen und Menzlin im Osten nordwestlich von Anklam in Mecklenburg-Vorpommern. Der Großdolmen ist ein Megalithanlagentyp, der innerhalb der nordischen Megalitharchitektur, primär im Osten von Mecklenburg-Vorpommern, mit zwei verschiedenen Zugangsarten vorkommt; aber auch in Polen (Megalithanlage von Złotowo) und Dänemark in baulich in etwas anderer Form (dänisch Stordysse).
Der Großdolmen von Menzlin trägt die Sprockhoff-Nr. 558, entstand im Neolithikum zwischen 3500 und 2800 v. Chr. und ist eine Megalithanlage der Trichterbecherkultur (TBK).
Die vier verbliebenen Decksteine des Großdolmens (ehemals fünf) sind in die Kammer gesunken oder gesprengt. Eine Ausgrabung ist nicht erfolgt, so dass über genauere Abmessungen etc. keine Aussagen getroffen werden können.
Auf der anderen Straßenseite befinden sich die Großsteingräber bei Klein Polzin.